# 阮文雄 (神父)
阮文雄（1958年11月21日—）是活躍於臺灣的澳籍越僑天主教神父與人權活動家，致力於協助在臺越勞及越籍配偶。美國國務院稱他是「結束現代奴隸制度的英雄」。

## 早年
阮文雄出生於越南東南部平綏省（今屬林同省）一個中下階層的家庭，有五位兄弟與兩位姊妹。他的父親是來自法屬印度支那乂安省一位信奉天主教的漁夫，在自由之路行動中移居南越的南部，後來以開計程車維生，長期患病後逝世；他的母親也是來自乂安省的虔誠天主教信徒，於1964年從越南民主共和國（北越）移居南方，於其丈夫過世後成為主要養家者，並時常邀請窮人到家中一同用餐。他本人也接受了父母的信仰，欽佩亞西西的方濟各，從早年起經常送家中食物給窮人。
年輕時的他即希望成為神父，然而越南共和國政府的腐敗使其成為持不同政見者。1975年4月30日，越南共和國政權被北越與越南南方民族解放陣線的聯軍所消滅。1976年7月2日，由越南南方民族解放陣線執政的越南南方共和國被越南民主共和國合併為越南社會主義共和國，並由越南共產黨一黨專政。他曾於此時短暫擔任修士，但因越南共產黨政策而離開修道院。
1979年，他帶領家族成員、同鄉乘坐一艘擁擠的小船離開越南；三十六小時後被一艘掛著挪威國旗的船隻所救，之後被安置在日本神奈川縣藤澤市的難民營中，這時他加入聖高隆龐外方傳教會。他在日本的聯合國難民營居住了三年，從事各種工作包括挖墓苦工等。這段經歷也使其體會難民所經歷的，來自國籍、階級、語言等方面的社會歧視，為日後服務移工、移民奠定基礎。

## 活動
1988年，他以修士的身份前往臺灣傳教，之後在澳大利亞悉尼的悉尼神學院學習。1991年，他被祝聖為神父，其後他被派往臺灣兩年，曾服務於中和區遊民收容所，也曾於南臺灣照顧身心障礙兒童。
2004年1月，他在桃園縣（今桃園市）成立天主教新竹教區越南外勞配偶辦公室，為在臺灣的越南人、在臺外籍勞工提供語言課程、食宿、法律援助等服務。美國越僑廣播電臺小西貢電臺幫助他租到一所位於八德市（今八德區）的幼稚園二樓、兩個70平方英尺的房間，作為受害越南移工和外籍配偶的庇護空間，另二個房間用作辦公。
他揭露臺灣部份人士對外籍勞工與外籍配偶的虐待，使得美國國務院將臺灣列為第二類觀察名單國家，批評臺灣缺少與人口販賣鬥爭的努力。他的工作也使其在臺灣成為受威脅的對象，因此不再在晚間外出。2006年他受訪時表示，越南移工來臺工作薪資雖相對在越南本地優渥，但來臺後常面臨工作內容繁重、缺乏休假、故鄉親人期待、語言及資訊不足、心理孤立等多重壓力，尤其人力仲介剝削、欺騙最為嚴重，甚至有先侵吞移工薪水，待移工逃跑從事非法打工後，以報警威脅移工為其無償工作，之後再轉賣其他非法仲介公司之案例，如同人口販運。他也主張讓移工自行保管證件、給予假期、認識同伴以維持移工身心健康。2007年他受訪時表示，雖然臺灣人民很友善、有愛心，每逢大災難時皆有大量捐款，但是階級觀念、對東南亞國家的刻板印象仍會使臺灣人輕視、甚至虐待外籍勞工與外籍配偶，政治上藍綠對立的狀況也讓相關法案更難推動。
2009年11月7日，他與世新大學社會發展研究所副教授夏曉鵑共同榮獲東元科技文教基金會所頒發的人文類東元獎，以表彰其協助在臺外籍勞工與外籍配偶所做出的貢獻，兩人也決定將獎金捐出持續推動此議題。2010年，他前往澳大利亞修習心理學以提升服務品質。同年由於他與其他相關團體提倡之《人口販運防制法》通過，美國國務院《人口販賣報告》將臺灣恢復到一級。工作之餘，他喜愛彈奏吉他、畫水墨畫、運動和爬山。2019年他受訪時表示，由於立法院通過《就業服務法》第25條，外籍聘僱和管理規範有所改善，但執行層面仍須落實。

## 外部連結
- 阮文雄的Facebook專頁
- 阮文雄的X（前Twitter）
- 越南移工移民辦公室Facebook粉絲專頁 （页面存档备份，存于）
- 越南移工移民辦公室 （页面存档备份，存于）